# Expérience de mort imminente
Pour les articles homonymes, voir EMI, IDE et NDE (homonymie).
 (janvier 2024).

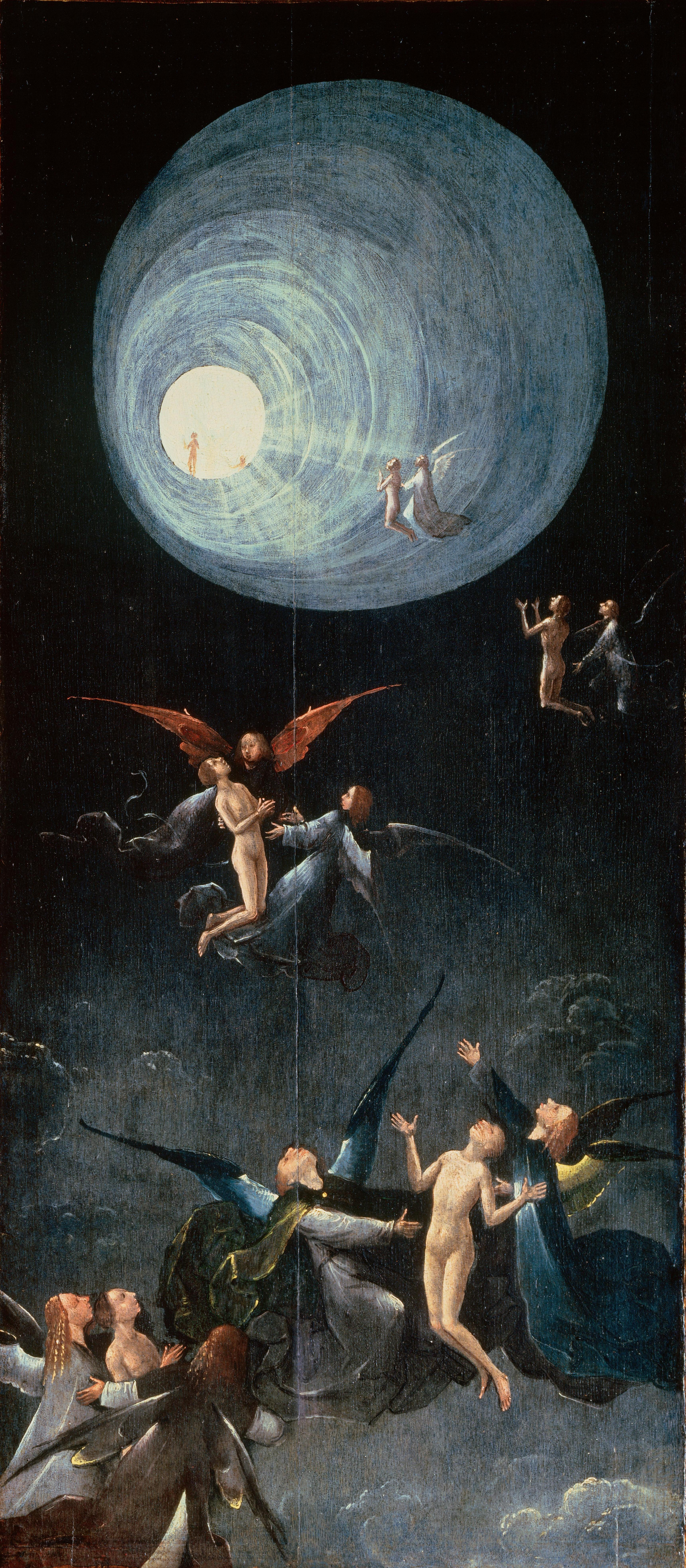
L'Ascension vers l'empyrée de Jérôme Bosch est associée par les chercheurs sur l'expérience de mort imminente aux aspects de la vision du tunnel

Expérience de mort imminente ou EMI (en anglais, imminent death experience ou IDE ou encore NDE, near death experience) est une expression désignant un ensemble de « visions » et de « sensations » exceptionnelles vécues par des individus confrontés à leur propre mort (mort clinique, coma avancé ou simple perception de leur mort imminente, que le danger soit réel ou simplement perçu comme tel). Ces expériences correspondent à une caractérisation relativement récurrente et spécifique contenant notamment : la décorporation, la perception visuelle dans toutes les directions simultanément, la « sensation » d'avoir la capacité de « traverser » les obstacles physiques (les murs, la matière...), la vision complète de sa propre existence (revue de vie), la vision d'un tunnel, la rencontre avec des entités spirituelles ou des personnes proches décédées, la vision d'une lumière, un sentiment d'amour infini, de paix et de tranquillité, l'impression de posséder une connaissance omnisciente, l'impression qu'il n'y a plus d'écoulement du temps, l'impression d'une expérience ineffable et d'union avec des principes divins ou supranormaux.
Cependant, rares sont les EMI qui associent tous ces éléments et on observe une certaine variation inter-individuelle. D'autres EMI, définies en tant qu'EMI ultimes, durent plus longtemps et poursuivent le récit des EMI qui se terminent habituellement par la pénétration de l'expérienceur (ou Emiste) dans la lumière observée, pour cette fois-ci faire apercevoir une seconde lumière qui admettrait un caractère divin et qui présenterait à l'expérienceur le monde dans lequel nous sommes. Enfin, des états d'EMI peuvent survenir en dehors de toute réelle imminence de la mort.
L'EMI est un problème-carrefour où se croisent les interprétations transcendentales ou spiritualistes, avec les interprétations physiologiques ou psychologiques. Les EMI sont des expériences spontanées et (en l'état actuel des connaissances) imprévisibles.
D'autres expressions sont parfois utilisées, comme « expérience aux frontières de la mort », « expérience de mort approchée » (EMA), « expérience de mort-retour », ou l'expression anglaise : « near-death experience » (NDE).
Sur le plan épistémologique, il convient de souligner que tous les témoignages d'EMI sont le fait de personnes qui en fin de compte ne sont pas mortes. Même quand l'état de mort clinique a pu être diagnostiqué à leur sujet, et tout en reconnaissant que l'expérience qu'ils ont vécue peut être réelle et partageable, il n'en reste pas moins que cette expérience ne peut pas, par nature, être assimilée à celle de la mort effective, mais reste tout au plus celle de personnes vivantes placées dans une situation de mort « imminente ».

## Antécédents historiques
Proclus, philosophe grec du Ve siècle, rapporte la vision de Cléonyme qui raconte que son âme, « dégagée » de son corps, s'est élevée au point d'avoir une vision du monde en dessous d'elle :
« Cléonyme d'Athènes, … navré de douleur à la mort d'un de ses amis, perdit cœur, s'évanouit. Ayant été cru mort, il fut, le troisième jour, exposé selon la coutume. Or, comme sa mère l'embrassait…, elle perçut un léger souffle. Cléonyme reprend peu à peu ses sens, se réveille et raconte tout ce qu'il avait vu et entendu après qu'il avait été hors du corps. Il lui avait paru que son âme, au moment de la mort, s'était dégagée, comme de certains liens, du corps gisant à côté d'elle, s'était élevée vers les hauteurs et, ainsi élevée au-dessus du sol, avait vu sur la terre des lieux infiniment variés quant à l'aspect et aux couleurs, et des courants fluviaux invisibles aux humains. Elle était parvenue enfin à un certain espace consacré à Hestia [Vesta des Romains : divinité gardienne du foyer], que fréquentaient des Puissances démoniques sous la forme de femmes d'une beauté indescriptible… »
— Proclus, Commentaire sur La République de Platon, XVIe dissertation, 114, trad. A.-J. Festugière, Vrin, Vrin, 1970, t. III, p. 58-59
Grégoire de Tours, historien franc du VIe siècle, rapporte le témoignage de Salvi qui après avoir été cru mort, se réveilla en s'écriant :
«  (...) Ô seigneur miséricordieux, qu'as tu fait de moi pour me permettre de revenir dans ce lieu ténébreux qui sert d'habitation au monde alors que ta miséricorde dans le ciel était pour moi préférable à la vie détestable de ce monde ?. (...) Lorsqu'il y a quatre jours vous m'avez vu inanimé dans la cellule qui tremblait, j'étais appréhendé par deux anges et transporté dans les hauteurs des cieux en sorte que je m'imaginais avoir sous les pieds non seulement ce monde du siècle hideux, mais encore le ciel, la lune, les nuages et les étoiles. Ensuite par une porte plus brillante que cette lumière je fus introduit dans une demeure dont le pavé était brillant comme l'or et l'argent, la lumière ineffable, l'ampleur indescriptible. Une multitude des deux sexes la couvrait en sorte qu'on ne pouvait absolument pas se rendre compte de la profondeur ni du front de cette foule…Et j'entendis une voix qui disait "Que cet homme retourne dans le siècle parce qu'il est nécessaire à nos églises" On entendait seulement la voix car celui qui parlait, il était absolument impossible de le discerner. (…) Après avoir prononcé ces paroles à la stupeur de ceux qui étaient présents, le saint de Dieu recommença à parler avec des larmes dans les yeux : "Malheur à moi parce que j'ai osé révéler un tel mystère…" »
— Grégoire de Tours, Histoire des Francs, Livre VII, Chapitre I
Au XIIe siècle, Christine l'admirable semble avoir vécu une expérience voisine de la "mort imminente", alors que son entourage croyait qu'elle n'était plus de ce monde et que ses funérailles pouvaient être célébrées. Les visions qu'elle a eues dans ce laps de temps ont été rapportées par son hagiographe Thomas de Cantimpré.

## Origines du terme
L'expression de « mort imminente » a été proposée par le psychologue et épistémologue français Victor Egger en 1896 dans Le Moi des mourants à la suite de débats menés à la fin du XIXe siècle entre philosophes et psychologues, relatifs aux récits d'alpinistes de la vision complète de leur existence lors de chutes. Ces débats ont été initiés par la publication en 1892 des Notizen über den Tod durch Absturz (« Notes sur la mort causée par une chute ») par le géologue suisse Albert Heim dans les Annales du Club alpin suisse. À la suite d'une expérience personnelle, lors d'une randonnée dans le Säntis avec un groupe d'alpinistes expérimentés, il a collecté et publié dans cette revue les sensations d'une trentaine d'autres alpinistes qui tous ont vécu une vision complète de leur existence associée a une sensation agréable de flottement et de calme infini.

« Toutes les pensées furent connectées entre elles et très claires. Elles ne furent aucunement brouillées, à la manière d'un rêve. Tout d'abord, j'ignorai quel pouvait être mon sort. […] Je pensai à enlever mes lunettes et à les jeter pour que les éclats de verre ne blessent pas mes yeux […] Je vis ensuite, à une certaine distance, se dérouler comme sur une scène ma vie entière. […] À travers une lumière céleste, tout paraissait radieux, tout était beau et sans douleur, sans peur et sans peine. […] La bataille était devenue amour. […] Une paix divine traversa mon âme comme une musique sublime. […] J'entendis ensuite le bruit sourd de l'impact annonçant la fin de ma chute. »

— Albert Heim
Dans les années 1960, des psychologues et des psychiatres nord-américains se sont intéressés à ces débats. Les Notizen über den Tod durch Absturz ont été traduites en anglais en 1972 par Russell Noyes et Roy Kletti sous le titre The Experience of Dying from Falls. Ils se sont alors intéressés à ce phénomène et ont cherché des cas similaires aux États-Unis, d'abord dans les clubs d'alpinisme, sans succès, puis parmi les accidentés de la route. La collecte suffisante de cas leur permet d'établir une hypothèse : « l'expérience s'apparente à un syndrome passager de dépersonnalisation, lorsque l'on est en danger de mort, on se scinde en un Moi en état d'alerte et en un Moi en état d'observation, rendu étranger à son propre corps, ce qui correspondrait à un mécanisme de protection de la psyché humaine ».
Les EMI sont mieux connues depuis le développement et l'amélioration des procédures de réanimation. Elles ont été popularisées avec les travaux du psychiatre Raymond Moody en 1975 sous le nom de Near Death Experience (NDE), reprenant l'expression de Victor Egger. L'impression de décorporation n'est cependant pas exclusive à l'EMI, elle était déjà présente dans diverses spiritualités, avec des témoignages de personnes rapportant être « sorties de leur corps » lors de méditation ou au moment de s'endormir (voir le « voyage astral » dans le monde paranormal).
En 2011, dans son article intitulé A Search for the Truth of Near Death Experiences, le Dr James Paul Pandarakalam souligne que « les travaux de recherche antérieure de Raymond Moody ont créé une grande controverse en thanatologie dont les conclusions ont été mises en avant par ses éditeurs sensationnalistes. Dans sa récente publication, il a déclaré nuls et non avenus ses travaux antérieurs sur les EMI et a tenté de récupérer sa crédibilité scientifique. »

## Mort clinique
La mort clinique correspond à une brève période d'inconscience causée par un apport sanguin insuffisant au cerveau dû à une mauvaise circulation sanguine, à une insuffisance respiratoire, ou aux deux. On parle de mort clinique lorsque les tests cliniques effectués — et répétés plusieurs fois — pour vérifier la mort d'une personne montrent que, simultanément, le patient n'a plus d'activité musculaire spontanée, n'a plus de réflexe — pas de réaction à la douleur par exemple — et ne respire plus.
En fait, il n'existe pas de définition scientifique de la mort (passage de la vie à la mort), ni de la mort cérébrale. Il s'agit de définitions médico-légales (juridiques) dans le cadre d'un consensus socio-culturel. La mort cardio-respiratoire diagnostiquée par le médecin isolé a été supplantée par la mort cérébrale diagnostiquée par une équipe hospitalière avec plateau technique. Cette évolution s'est faite dans la perspective (pour les besoins de) de la transplantation. Mais le problème n'est pas résolu pour autant : les critères actuels de la mort cérébrale peuvent encore évoluer. Par exemple mort de structures particulières cérébrales (diagnostiquée par de nouveaux moyens techniques), ou tout au contraire retour à la mort cardio-respiratoire,.

## Fréquence des EMI
Plusieurs études ont traité de la fréquence des expériences de mort imminente. Ces études ont fait l'objet d'une méta-analyse en 2008 au sein de l'université de Liège. Selon cette méta-analyse, réalisée par Marie Thonnard et coll., la fréquence des EMI parmi les victimes d'arrêt cardiaque varie de 2 % à 12 %, les études étant menées sur des petits échantillons (moins de 100 personnes). L'étude de Pim van Lommel en 2001 rapporte que sur 344 patients interrogés, 62 (18 %) avaient certains souvenirs de la période d'inconscience et 41 d'entre eux (12 %) ont expérimenté une EMI de base. Parnia en 2001 en rapporte 6 % et Greyson en 2003 en rapporte 2 %. Par ailleurs, en 2011, une nouvelle étude réalisée par Vanessa Charland-Verville en rapporte 5 %. La différence réside dans la méthodologie, van Lommel utilisant le questionnaire WCEI établi en 1980 alors que les trois autres utilisent un questionnaire plus nuancé, celui de Greyson établi en 1983. Selon la méta-analyse de Marie Thonnard et coll., la fréquence des EMI est inversement proportionnelle à l'âge, elle est plus élevée chez les personnes de moins de 60 ans; et inversement proportionnelle au déficit amnésique induit par la longueur de la post-réanimation cardiorespiratoire. La fréquence ainsi que la profondeur de l'EMI (voir échelle de Greyson) n'est par contre pas corrélée avec les facteurs tels que les substances pharmacologiques administrées, la durée du coma ou de l'arrêt cardiaque. Avoir expérimenté une EMI augmente la probabilité d'en expérimenter une nouvelle. Cependant, ce résultat peut également être induit par l'âge, en effet, les patients de ce groupe dans les différentes études sont majoritairement des personnes jeunes. En 2015, on estimait que 4 % de la population des pays développés avaient vécu une EMI, dont 13 millions de personnes aux États-Unis et 16 millions en Europe (2,5 en France).

## Effets de la profondeur des expériences de mort imminente sur la survie
La profondeur de l'expérience de mort imminente, définie par exemple par l'indice WCEI (Weighted core experience index) de Bruce Greyson (en) pour mesurer la « qualité » d'une EMI sous la forme d'une échelle de qualification des témoignages,, est corrélée avec un risque de décès dans les 30 jours après l'arrêt cardiaque.
De l'autre côté, il existe des témoignages de guérisons hors-norme et non expliquées par le corps médical après une EMI. C'est le cas du patient numéro 10 de la recherche mené par Penny Sartori qui a retrouvé l'usage de sa main droite, auparavant immobile pour cause de paralysie cérébrale. Le documentaire de Pierre Barnérias en 2019 : Thanatos, l'ultime passage, mentionne le cas d'Anita Moorjani qui souffrait de plusieurs tumeurs a l'état avancé et en stade terminal. Après son EMI, les tumeurs auraient entièrement disparu en une semaine. Selon le médecin qui s'occupait de son traitement, la patiente a récupéré de façon remarquable mais le facteur principal serait la chimiothérapie qui a été initiée peu de temps avant l'expérience.

## Caractéristiques des expériences de mort imminente

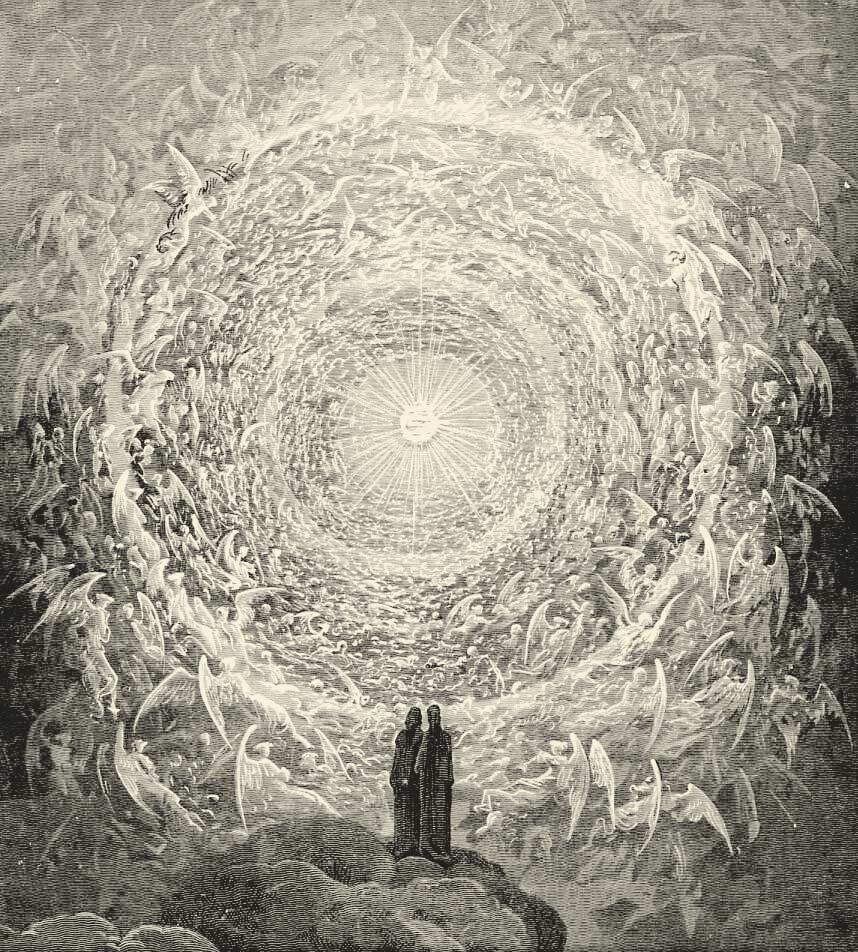
Représentation du Paradis de Dante Alighieri par Gustave Doré

### Premiers témoignages contemporains
Les premiers témoignages contemporains furent recueillis par le docteur Elisabeth Kübler-Ross qui préfaça le premier ouvrage du docteur Raymond Moody La Vie après la vie, publié en 1975. Après avoir repris conscience, certains patients font au Dr Moody un récit qui lui semble présenter des similitudes : décorporation, conviction d'être mort et cependant conscient mais dans un corps immatériel (ou corps astral), déplacement le long d'un tunnel, vision d'une lumière intense, rencontre avec des personnes décédées ou des « êtres de lumière », remémoration en accéléré de sa propre existence, prises de conscience, etc.
Le docteur Jean-Jacques Charbonier et Annie Babu ont recueilli des témoignages d'EMI depuis 25 ans. À la suite de ces expériences le docteur émet l'hypothèse que le cerveau n'est pas à l'origine de la conscience, il n'est que le récepteur,.

### Les éléments selon Moody (1975, expériences proches de la mort ou de la mort)
Une étude de 1975 menée par le psychiatre Raymond Moody sur environ 150 patients qui affirmaient tous avoir été témoins d'une EMI a établi qu'une telle expérience comporte quinze éléments. Le Dr Moody s'est concentré en profondeur sur environ 50 cas du groupe,. L'un des aspects unificateurs de toutes les expériences de ces patients était qu'ils avaient souffert d'une maladie grave, qu'ils avaient connu des conditions mettant leur vie en danger ou qu'ils étaient décédés,. Les premiers 11 éléments des 15 éléments listés ci-dessous se rapportent à l'expérience elle-même et les 4 derniers éléments sont liés aux événements survenus après l'expérience:
| 1) L'incommunicabilité.                   | « Je ne trouve pas de mots pour exprimer ce que j'essaye de vous dire. » |
| 2) L'audition du verdict.                 | « J'ai entendu une voix de femme qui demandait : « Est-ce qu'il est mort ? » et quelqu'un d'autre a répondu : « Ouais, il est mort. ». » |
| 3) Les sentiments de calme et de paix.    | « Je ne ressentais absolument rien si ce n'est paix, réconfort, bien-être, un grand calme. » |
| 4) Les bruits.                            | « J'entendais quelque chose qui ressemblait à un tintement de cloches dans le lointain, comme apporté par le vent. » |
| 5) Le tunnel obscur.                      | « Après, me voilà comme entraîné dans ce […] long couloir sombre ; quelque chose comme un égout, si vous voulez. » |
| 6) La décorporation.                      | « Après quoi je me retrouvai en train de flotter à peu près à un mètre cinquante au-dessus du sol. » |
| 7) Le contact avec d'autres.              | « C'est à ce moment que je me suis aperçue de la présence d'un tas de monde, presque une foule, planant à la hauteur du plafond de ma chambre. Tous des gens que j'avais connus autrefois et qui étaient passés dans l'autre monde. » |
| 8) L'être de lumière.                     | « J'ai été d'abord très bouleversé, mais c'est alors qu'est intervenue cette lumière brillante. Au début, elle m'a paru un peu pâle, mais tout à coup il y a eu ce rayon intense. » |
| 9) Le panorama de la vie.                 | « Je me demandais ce qui m'arrivait, parce que d'un seul coup je me retrouvais toute petite, et à partir de là, je me suis mise à avancer à travers les premiers temps de mon existence, année par année, jusqu'au moment présent. » (Un enfant qui vit une EMI est dispensé de cette étape.) |
| 10) La frontière ou limite.               | « À l'apparition de cette lumière, des pensées et des paroles me sont venues à l'esprit : « Veux-tu mourir ? ». » |
| 11) Le retour.                            | « Je me sentais un devoir envers les miens ; alors j'ai pris la décision de revenir. » |
| 12) Problème du témoignage.               | « J'avais bien trop peur que personne ne veuille croire que je disais la vérité. », « Mais je n'étais qu'un petit garçon et elle n'y a prêté aucune attention. Alors je n'en ai plus jamais parlé à personne. », « C'est vraiment très important de découvrir que d'autres ont eu la même expérience, parce que je ne m'en rendais pas compte. » |
| 13) Répercussions sur la conduite de vie. | « Beaucoup m'ont assuré qu'à la suite de ces événements leur vie avait gagné en profondeur et en largeur de vues. », « Beaucoup m'ont assuré qu'à la suite de ces événements […] ils se sont mis […] à réfléchir et à s'interroger davantage sur des problèmes philosophiques fondamentaux. », « Tout ce que je savais, c'est que, à la suite de cette affaire, j'avais brusquement mûri. », « Auparavant, j'agissais sous le coup d'impulsions ; maintenant je réfléchis d'abord aux choses, calmement, lentement. Il faut que tout passe d'abord par ma conscience et soit bien digéré. », « À partir de ce moment, j'ai été plus consciente de posséder un esprit que je ne l'avais été d'avoir un corps physique. », « Depuis lors, on m'a souvent fait remarquer que je produisais un effet calmant sur les gens, agissant de façon immédiate lorsqu'ils se sentent soucieux. », « Presque tous les témoignages mettent l'accent sur l'importance […] de l'amour du prochain, […] unique et profond. », « En outre, bien d'autres insistent sur l'importance de la recherche de la connaissance. » |
| 14) Nouvelles perspectives sur la mort.   | « Il va falloir que je change beaucoup de choses avant de m'en aller d'ici. », « Mais depuis cette expérience, je ne crains plus la mort, [mes] appréhensions se sont évanouies. », « Je sais donc que l'être de lumière reviendra, avec cette voix, mais pour ce qui est de la date, je n'en ai aucune idée. » |
| 15) Confirmations.                        | « J'ai dit à mon père […] tout ce qui s'était dit autour de moi. Et mon père a reconnu : « Oui, tout cela est exact. ». » |

### L'expérience type selon Moody
L'expérience « modèle » de mort imminente, selon Raymond Moody, se présente ainsi :

« Voici donc un homme qui meurt, et, tandis qu'il atteint le paroxysme de la détresse physique, il entend le médecin constater son décès. Il commence alors à percevoir un bruit désagréable, comme un fort timbre de sonnerie ou un bourdonnement, et dans le même temps il se sent emporté avec une grande rapidité à travers un obscur et long tunnel. Après quoi il se retrouve soudain hors de son corps physique, sans quitter toutefois son environnement immédiat ; il aperçoit son propre corps à distance, comme en spectateur. Il observe de ce point de vue privilégié les tentatives de réanimation dont son corps fait l'objet (…) Bientôt, d'autres événements se produisent : d'autres êtres s'avancent à sa rencontre, paraissant vouloir lui venir en aide ; il entrevoit les esprits de parents et d'amis décédés avant lui (…) Mais il constate alors qu'il lui faut revenir en arrière, que le temps de mourir n'est pas encore venu pour lui. À cet instant, il résiste, car il est désormais subjugué par le flux des événements de l'après vie et ne souhaite pas ce retour (...) Par la suite, lorsqu'il tente d'expliquer à son entourage ce qu'il a éprouvé entre-temps, il se heurte à différents obstacles. En premier lieu, il ne parvient pas à trouver des paroles humaines capables de décrire de façon adéquate cet épisode supraterrestre (…) Pourtant cette expérience marque profondément sa vie et bouleverse notamment toutes les idées qu'il s'était faites jusque-là à propos de la mort et de ses rapports avec la vie. »

— Raymond Moody, La vie après la vie, 1977, trad., Editions Robert Laffont, pp. 35 à 37.

### EMIs négatives ou délire en réanimation
Dans les années qui ont suivi les descriptions des expériences de mort imminente classiques par Moody's, des récits d'expériences désagréables, où les personnes se sont senties persécutées, angoissées ou effrayées, ont commencé à apparaître dans la littérature et les médias. Ces EMI ont été qualifiées d'« infernales » (EMI) ou négatives,.
Des recherches plus récentes indiquent que ces expériences pénibles ne partagent généralement pas la même structure narrative ni les mêmes éléments thématiques que les EMI classiques, et qu'elles ne présentent pas non plus le même impact transformateur à long terme, les mêmes caractéristiques transcendantes et le même caractère ineffable. En substance, les EMI dites négatives semblent fondamentalement et phénoménologiquement distinctes des EMI classiques.
En réalité, la plupart de ces récits se résument à des étiquetages erronés de délires en réanimation – des phénomènes bien documentés dans la littérature, notamment dans le contexte des troubles métaboliques toxiques, des syndromes de sevrage et d'autres pathologies pouvant engendrer des expériences persécutoires, effrayantes ou oniriques chez les patients hospitalisés et en état critique,,.
L'erreur de classification initiale de ces expériences manquait de critères précis ni de fondement scientifique, et aucune définition formelle ni aucun consensus n'a jamais été établi. Néanmoins, l'utilisation de ces termes a contribué à la propagation de l'idée d'expériences négatives ou « infernales » liées à la mort dans les médias et au-delà.

### Éléments communs (Lignes directrices 2022 – patients proches de la mort ou décédés)
Étant donné que les populations de patients étudiées depuis la publication originale de Moody se sont éloignées de la définition originale des EMI, donc des états physiopathologiques résultant d’une maladie grave, d’un décès ou d’une proximité avec la mort, il est devenu difficile de comparer les publications évaluées par des pairs où les patients présentent diverses pathologies médicales et non médicales. Des lignes directrices récentes ont relevé ce défi en proposant de faire une distinction claire entre les groupes de patients ayant vécu une expérience de mort imminente authentique, comme dans la publication originale de Moody’s, et d’autres expériences (médicales et non médicales).

### Les échelles d'EMI
Généralement, les cas avérés d'EMI sont considérés lorsqu'un patient a subi une mort clinique et a été ranimé avec succès. Leurs témoignages peuvent ensuite être comparés à une échelle EMI construite selon le modèle de Rasch, une approche mathématique simple utilisée dans le cadre de la théorie des réponses aux items, pour les normaliser et les investiguer objectivement.
Kenneth Ring a notamment construit l'indice WCEI (Weighted core experience index) pour mesurer la « qualité » de l'EMI et Bruce Greyson (en) une échelle de qualification des témoignages,.
L'indice WCEI comprend 10 items cotés par leur présence ou absence, les scores de 1 à 5 identifiant une expérience superficielle, de 6 ou plus une expérience de base et de 10 une NDE profonde. Les questions de ce questionnaires sont les suivantes :
1. le sentiment subjectif d'être mort ;
2. un sentiment de paix ;
3. la séparation du corps ;
4. l'entrée dans une région sombre ;
5. rencontrer une présence ou entendre une voix ;
6. examiner sa propre vie ;
7. voir ou être enveloppé dans la lumière ;
8. voir des couleurs magnifiques ;
9. entrer dans la lumière ;
10. rencontrer des esprits.

L'échelle de Greyson est une version révisée de l'indice WCEI. Il se base sur un questionnaire construit de façon à obtenir un résultat chiffré pour quantifier les expériences de mort imminente. Le questionnaire est réparti en quatre catégories (cognitive, affective, paranormale, et transcendantale), il comprend 16 items avec un choix possible de 3 réponses pour chaque item. Un score minimal de 7 sur 32 est évalué positif,.
Beaucoup d'EMI apparaissent après un épisode crucial (exemple : lorsque le patient entend qu'il est déclaré mort par le médecin ou l'infirmière), ou lorsque la personne ressent l'impression d'être dans une situation fatale (exemple : juste avant un accident de voiture).
Selon des études épidémiologiques, les témoignages d'EMI seraient plus fréquents chez les sujets âgés de moins de 60 ans.
Que ces expériences de mort imminente soient ou non hallucinatoires, elles ont toujours un impact profond sur l'individu. Beaucoup de psychologues ont reconnu cet impact, sans préjuger de la nature objective de l'expérience décrite. Sans chercher nécessairement à discréditer les interprétations radicales, voire religieuses des EMI, les scientifiques se sont prudemment bornés à essayer de comprendre les mécanismes biologiques sous-jacents. La psychologue britannique Susan Blackmore s'est distinguée par un examen détaillé et non partisan des récits d'EMI, et par une critique exigeante des « théories » les plus populaires. Elle met en avant les défauts rédhibitoires de ces dernières et elle propose l'esquisse d'une interprétation qui fait des traits typiques de l'EMI des manifestations mentales d'un cerveau placé dans des conditions critiques (défaut d'oxygénation cérébrale, etc.).

## L'étude de Pim van Lommel

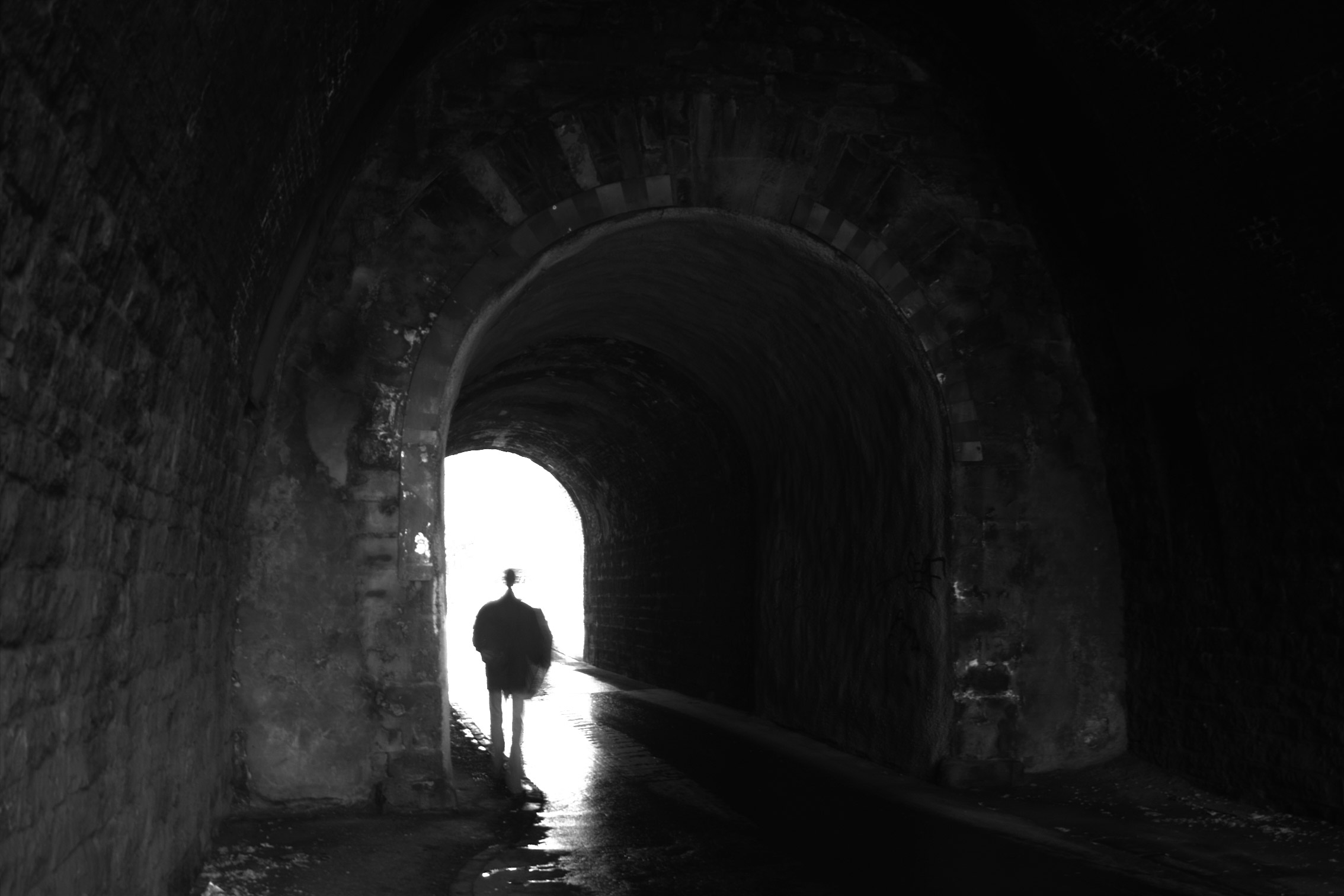
Vue d'artiste d'une expérience de mort imminente. On y retrouve l'image du tunnel avec une lumière à son extrémité

La première étude clinique sur les expériences de mort imminente chez des patients en arrêt cardiaque a été réalisée par Sam Parnia (en) en février 2001, suivie en décembre 2001 par celle de Pim van Lommel, un cardiologue néerlandais, et son équipe (The Lancet, 2001). Sur 344 patients qui ont été réanimés avec succès après avoir souffert d'un arrêt cardiaque, 62 (18 %) ont exprimé un souvenir peropératoire et parmi ceux-ci, 41 (12 %) ont expérimenté une EMI « classique », qui inclut une expérience de sortie du corps. Selon van Lommel, les patients se souviennent des détails de leur état durant leur arrêt cardiaque bien qu'ils soient cliniquement morts avec une activité du cortex cérébral plate. Parmi les 62 patients qui ont exprimé un souvenir, 50 % ont rapporté une conscience d'être mort, 31 % se souviennent d'avancer dans un tunnel, tandis que 32 % décrivent la rencontre de personnes décédées. Par ailleurs, si les patients qui ont vécu une EMI signalent souvent un sentiment de paix et de bonheur, seulement 56 % des sujets de l'étude associent l'expérience avec de telles émotions positives. Aucun patient n'a rapporté une EMI pénible ou effrayante.
De même, les personnes qui ne connaissent pas d'EMI après un arrêt cardiaque se désintéressent de la spiritualité, et leur peur de la mort a également diminué. Ces deux processus, comme la plupart des transformations psychologiques associés à une approche de la mort, se déroulera sur plusieurs années.
Van Lommel conclut que ses découvertes confortent la théorie que la conscience perdure malgré l'absence d'activité neuronale dans le cerveau. Van Lommel conjecture que la continuité de la conscience peut être réalisable si le cerveau agit comme un récepteur pour l'information générée par le souvenir et la conscience, qui existaient indépendamment du cerveau, de même que l'information radiophonique, la télévision et l'internet existent indépendamment des instruments qui reçoivent ces émissions,.
Pim van Lommel et al. argumentent que, « avec une explication purement physiologique comme l'anoxie cérébrale pour l'expérience de mort imminente, la plupart des patients qui ont été cliniquement morts devraient en rapporter une. » Selon le chercheur Sam Parnia de l'Université de Southampton, « la mort commence lorsque le cœur cesse de battre, mais nous pouvons intervenir et ramener les gens à la vie, parfois même au bout de trois à quatre heures quand ils sont maintenus très froids. Il se pourrait qu'une proportion beaucoup plus élevée de gens aient des expériences de mort imminente, mais ne s'en souviennent pas. »
Les expériences de ce type sont en général très marquantes pour les sujets qui les vivent. Le retour à la conscience peut s'accompagner d'une certaine confusion entre l'EMI et la réalité et à une peur d'être considéré comme victime de maladie mentale.
Les conclusions de l'étude de Pim van Lommel, en faveur de l'hypothèse de la survie (c'est-à-dire que la conscience peut fonctionner totalement indépendamment du cerveau et, par conséquent, survivre à la mort de celui-ci), ont été critiquées par des mouvements sceptiques ainsi que par des neuroscientifiques qui estiment avoir une théorie claire du phénomène (voir ci-dessous les explications neuroscientifiques).

## La vie après une EMI
Les travaux de Van Lommel, ainsi que d'autres études et enquêtes, ont conclu à de profonds changements dans la vie du rescapé. Celui-ci n'aurait plus peur de la mort et développerait plus de compassion et d'altruisme à l'égard de son environnement. Le bouleversement des valeurs serait parfois tel que l'expérimentateur embrasserait une nouvelle carrière. C'est le cas de Jacques Baranowski, entraîneur de football devenu infirmier puis psychanalyste, ou de Vincent Lafargue, qui s'est tourné vers le sacerdoce après avoir été animateur radio et professeur de théâtre. De même, d'après certains récits, l'expérimentateur peut revenir avec de nouvelles facultés, clairvoyance, télépathie ou prémonition, et devient médium ou guérisseur. De nombreux cas de cette espèce ont fait l'objet d'études scientifiques, notamment par le psychiatre américain Bruce Greyson ou la sociologue australienne Cherie Sutherland.
Dans certains cas, on le retrouve doué de dispositions dans le domaine intellectuel : Marie de Solemne, cascadeuse équestre et peu portée à l'étude et à la lecture, entreprend un cursus de psychologie et de philosophie, qui la mènera à soutenir une thèse d'État tandis que Tom Sawyer, simple mécanicien établi dans un garage de New York, se découvre une passion pour la science des quantas et s'assoit pour la première fois à l'âge mûr sur les bancs de l'université où il validera une licence en physique[réf. nécessaire].
Pour autant, malgré des efforts louables pour enrichir une littérature scientifique encore trop rare, nombre de ces travaux, et notamment ceux de Pim van Lommel, sont vivement critiqués en raison de plusieurs biais concernant la sélection des individus ou le faible nombre d'individus étudiés ne permettant pas de généraliser les conclusions, l'absence de groupe de contrôle, l'interprétation des écarts statistiques, voire l'absence de commentaires sur des écarts statistiques significatifs allant à contre-courant des thèses défendues par leurs auteurs. Trop peu d'études fiables existent pour pouvoir affirmer un effet transformateur des EMI, d'autant plus que certains changements décrits ayant lieu dans un temps long, il est difficile d'affirmer que leur cause est effectivement l'EMI passée. En revanche certains effets sont facilement attribuables à l'EMI. Certains expérienceurs déclarent avoir vécu une EMI tellement agréable qu'ils en éprouvent des difficultés à apprécier leur vie d'après, ou leurs expériences paraissant tellement exceptionnelles, ils ressentent des difficultés pour en parler avec leur entourage, y compris parfois avec leurs proches.

## Point de vue spirituel et des patients

### Le cas de Pamela Reynolds
Contemporain, initialement rapporté par un médecin, repris dans les médias et critiqué, le cas de Pamela Reynolds est populaire. Cette américaine, alors âgée de 35 ans, a vécu en 1991 une EMI pendant une opération d'un anévrisme géant au tronc basilaire. Avoir un tel anévrisme est très délétère : il peut se rompre et saigner à tout moment, détruisant alors le tronc cérébral adjacent et causant la mort. Enlever un tel anévrisme géant est très délicat et sa localisation est également très difficile à approcher. Pour réaliser cette opération à hauts risques, le neurochirurgien Robert F. Spetzler (en) a utilisé la technique nommée « arrêt cardiaque hypothermique » (Deep hypothermic circulatory arrest (en)) dont il a l'expertise qui consiste à abaisser la température corporelle à 15,5 °C et à mettre en place une circulation sanguine extracorporelle. Ceci permet d'enlever l'anévrisme sans perte de sang excessive aussi bien que de protéger les tissus cérébraux adjacents de dommages éventuels. De ce fait, Pamela Reynolds a été maintenue 45 minutes avec un électroencéphalogramme (EEG) plat, c'est-à-dire sans aucune activité électrique cérébrale détectable. L'opération proprement dite a duré près de 6 heures. La littérature paranormale affirme que l'EMI de Pamela Reynolds s'est déroulée durant cette période d'arrêt cardiaque hypothermique.
Selon son récit, elle est sortie de son corps au moment de l'arrêt de l'EEG et elle a pu raconter en détail, après coup, toute l'opération à laquelle elle aurait assisté de l'extérieur : les anecdotes entre infirmières, les instruments chirurgicaux utilisés, puis une phase transcendante, le tunnel, la lumière. Elle est morte le 29 mai 2010, à l'âge de 53 ans, 19 ans après son opération,.
L'expérience de mort imminente de Pamela Reynolds est considérée par certains comme une preuve de la réalité de la survie de la conscience après la mort, et de la vie après la mort. Ce récit d'EMI a gagné une popularité internationale énorme depuis sa publication en 1998 dans le livre Light and Death du cardiologue américain Michaël Sabom. Ce récit a été repris par Daniel Maurer dans Les Expériences de mort imminente. Les témoignages de Pamela Reynolds et de ses médecins ont donné lieu à un reportage diffusé mondialement.

#### Analyse du cas par des sceptiques
Dans le magazine Skeptic, organe de la Skeptics Society, l'anesthésiste G.M. Woerlee déclare que cette vidéo est « incroyablement trompeuse et inexacte ». Il s'étonne que les Drs Sabom et Spetzler aient pu coopérer à la création du contenu de cette vidéo qu'il qualifie encore d'« incroyablement imaginative ». Woerlee relève que le compte rendu « raisonnablement précis » de l'histoire de Pamela Reynolds dans le chapitre 5 de Light and Death, écrit par le Dr Sabom, révèle que c'est le mauvais fonctionnement de son corps qui est à l'origine de l'EMI,. En confrontant le récit de Pamela Reynolds et le compte-rendu du protocole opératoire décrit dans le livre de Sabom, le Dr Woerlee conclut que l'EMI de Pamela Reynolds ne s'est pas déroulé durant la phase d'EEG plat induite par l'arrêt cardiaque hypothermique.
Au sujet du récit sur les détails de l'opération, le Dr Woerlee objecte que Pamela Reynolds devait nécessairement connaître de nombreux détails de son opération en raison d'une prescription légale déjà en vigueur en Arizona en 1991 qui contraignait le corps médical à obtenir par écrit le consentement éclairé du patient pour toute procédure potentiellement mortelle. Le chirurgien doit informer le patient sur la nature et le but de l'opération, les bénéfices attendus et les risques encourus. Pamela Reynolds était éveillée lorsqu'elle a été amenée en salle d'opération. Ainsi, elle aurait vu la préparation de la salle d'opération, les chariots sur lesquels se trouvaient les instruments couverts, les moniteurs d'anesthésie et de neurophysiologie, de nombreux membres du personnel, ainsi que de nombreux autres détails.
Dans le numéro d'automne 2011 du Journal of Near-Death Studies, Woerlee argumente le cas où les quatre perceptions auditives véridiques rapportés de Pamela Reynolds peuvent être expliquées par sa capacité à entendre durant les périodes d'attention consciente sous l'influence de la combinaison de médicaments utilisés pour l'anesthésie générale au cours de l'opération de son anévrisme géant de l'artère basilaire. En effet, depuis les années 1970 les études ont révélé que le cerveau des personnes sous anesthésie générale répondent aux sensations telles que le toucher, les mouvements, la lumière, les sons et la douleur, mais très peu de gens se souviennent de ces choses. C'est la qualité de l'anesthésie qui permettra d'inhiber ces souvenirs. De plus, la description du Dr Sabom relative au dispositif auriculaire destiné à vérifier l'intégrité du tronc cérébral révèle qu'il n'est pas familier de cette technique. Selon Sabom, Pamela ne pouvait pas entendre en raison de l'émission répétitive de cliquetis à 100 dB dans chacune de ses oreilles. L'analyse de cette technique de vérification de l'intégrité du tronc cérébral par le Dr Woerlee montre que la perception auditive reste possible,. Woerlee démontre en se référent aux détails opératoires que Pamela Reynolds percevait deux sons différents émis dans chacune des oreilles, à droite un cliquetis à 11,3 clics par seconde émis à 95 dB et à gauche un son blanc à 40 dB. Les cliquetis occupaient au plus seulement 12,46 % de son audition et de la capacité de traitement du tronc cérébral. Cette durée lui laissait suffisamment de temps et de capacité neuronale pour percevoir d'autre sons. Concernant le son blanc émis à gauche, il n'empêche pas l'audition des sons supérieurs à 40 dB, ce qui est le cas des phénomènes auditifs qu'elle a perçus, le niveau sonore d'une conversation étant compris entre 60 et 70 dB, le niveau sonore de l'écoute de musique est compris entre 70 et 85 dB. Par conséquent, ni les cliquetis ni le son blanc avec les paramètres décrits n'inhibent la perception sonore par conduction aérienne ou osseuse (Reynolds décrit la perception sonore par conduction osseuse de la perceuse pneumatique qui a servi à préparer les quatre ouvertures nécessaires à la découpe de la boîte crânienne).
Le Journal of Near-Death Studies étant une revue à comité de lecture, les réponses des deux relecteurs, l'anesthésiste Stuart Hameroff et le philosophe mathématicien Chris Carter, ainsi que la réplique de Woerlee ont été colligées dans cette même édition. L'anesthésiste Stuart Hameroff, reconnait qu'il est possible que Pamela Reynolds ait expérimenté un éveil conscient durant l'anesthésie, cette complication d'anesthésie étant reconnue par la communauté scientifique. Il reconnaît également que le monitoring de la profondeur de l'anesthésie est imparfait. Il reconnaît enfin que « si on accepte que la technique du BAER est improprement utilisée, il est possible que Reynolds ait eu un éveil conscient durant l'anesthésie plutôt qu'une sortie du corps et une expérience de mort imminente. » Il souligne cependant que la technique du BAER (en anglais : Brain-stem auditory evoked response) sert de référence pour contrôler la profondeur d'une anesthésie et prévenir la possibilité de signes d'éveil. Concernant la conscience auditive en absence de support auditif physique, la question ne lui semble pas problématique car, selon lui, la conscience dans les conditions normales n'est pas comprise. Il se réfère aux travaux de Penrose et lui-même pour affirmer que « la conscience se situe au niveau de la géométrie de l'échelle de Plank dans le cerveau mais est capable d'une répartition non locale. »[réf. nécessaire]

### Études survivalistes
Certains considèrent les EMI comme le précurseur d'un au-delà, affirmant que les EMI ne peuvent pas être entièrement expliquées par des causes physiologiques ou psychologiques, et que la conscience peut fonctionner indépendamment de l'activité cérébrale. Beaucoup de témoignages d'EMI semblent inclure des éléments qui, selon plusieurs théoriciens, ne peuvent s'expliquer que par une conscience désincarnée. Par exemple, dans un témoignage, une femme décrit avec précision un instrument chirurgical qu'elle n'avait pas vu auparavant et elle rapporte une conversation qui a eu lieu alors qu'elle était sous anesthésie générale. Dans un autre récit, issu d'une étude prospective néerlandaise sur les EMI, une infirmière a enlevé le dentier d'un patient inconscient atteint d'une crise cardiaque, et lorsqu'il recouvra ses esprits demanda à cette infirmière de le lui rendre. Il est difficile d'expliquer en des termes habituels comment un patient inconscient pourrait par la suite avoir reconnu l'infirmière.
Le docteur Michael Sabom rapporte le cas d'une femme qui a subi une opération chirurgicale pour un anévrisme. La femme a signalé une expérience hors du corps qui continua alors qu'il y avait une absence totale d'activité EEG pendant une brève période.
Greyson affirme qu'« aucun modèle physiologique ou psychologique n'arrive à expliquer à lui seul toutes les caractéristiques communes des EMI. Le paradoxe d'une lucidité et d'une conscience accrues de son environnement et de soi ainsi que le processus de pensée logique qui apparaît dans une telle période d'altération et de confusion cérébrale soulève de singulières et troublantes questions à propos de notre compréhension actuelle de la conscience et de sa relation avec la fonction cérébrale. Cette capacité de sensations claires et ces processus complexes de perception pendant une période de mort clinique apparente contredisent l'idée que la conscience est localisée exclusivement dans le cerveau. »
Certaines recherches ont suggéré que les patients inconscients peuvent continuer à entendre des conversations, même si les appareils médicaux n'enregistrent aucune activité cérébrale. Les recherches menées à l'université de Sheffield conduisent à la conclusion que la libération d'adrénaline provoquée par des lésions tissulaires au cours de la chirurgie peuvent provoquer cela. Des résultats récents ont également montré que les personnes diagnostiquées dans un « état végétatif définitif » peuvent communiquer par l'intermédiaire de leurs pensées, ce qui fut détecté par IRMf,.

### Rapprochements entre EMI et expériences mystiques
De nombreux aspects des récits d'expériences de mort imminente font état de phénomènes qu'on retrouve dans des textes sacrés, dans le mouvement spirite, le thème hindouiste du karma, de la réincarnation ou des phénomènes paranormaux.
Certaines techniques de méditation ou de mise en transe peuvent également provoquer des sensations comparables aux l'EMI, en les reproduisant de manière plus ou moins partielle.
Dans La vie après la vie, après avoir présenté les EMI spontanées, vécues par ceux qui ont été déclarés cliniquement morts avant de revenir à la vie, Moody consacre un chapitre au philosophe suédois Emmanuel Swedenborg (1688-1772) dont « les dernières œuvres regorgent de descriptions très éloquentes portant sur la vie après la mort ». Les expériences de Swedenborg s’apparentent à des expériences vécues dans une forme de transe de dissociation se produisant spontanément ou volontairement. Dans Du ciel et de ses merveilles et de l'enfer, Swedenborg relate ainsi un grand nombre d’expériences, décrivant le monde de l’après-vie, les paysages, les lieux, les us et coutumes de ces sociétés, rapportant ses dialogues avec les êtres qui y résident. Il insiste sur l’aspect concret de ses expériences - "j'ai vu, j'ai entendu, j'ai senti". Le cas de Swedenborg a fait l’objet d’études scientifiques. L. S. Rhodes considère ainsi que « les EMI sont proches des expériences de Swedenborg » et qu'en de nombreuses occasions, ce dernier « donne des descriptions comparables à celles de personnes revenant d'un état de mort clinique ». Simon R. Jones et Charles Fernyhough, utilisant l'échelle d'évaluation clinique de Greyson, déterminent que les expériences de Swedenborg correspondent aux EMI avec un score de 16, « bien au-delà de la limite de 7 requise pour être classifiées en tant qu'EMI » et en concluent qu'elles « peuvent dans l'ensemble être vues comme des expériences similaires aux EMI ». Les deux chercheurs forment l’hypothèse que le scientifique suédois devait souffrir d’une forme d’hypoxie congénitale provoquant des hallucinations fréquentes.
Toutefois, des visions du même type sont également rapportées par d’autres mystiques, à des époques et dans des cultures différentes. Ainsi, par exemple, Deguchi Onisaburō (1871-1948), leader religieux dans le Japon du début du XXe siècle, rapporte son voyage dans l’au-delà : voyage de son âme hors de son corps qu’il provoque en se mettant en état de dissociation. On trouve chez les soufis de l’Ancienne Perse, au XIIe et XIIIe siècles, comme Sohrawardi (1155-1191) des récits du type EMI similaires, induits là aussi par une pratique ascétique, eux-mêmes se référant aux expériences du monde de l’âme du philosophe Plotin, chef de file des néoplatoniciens au IIIe siècle.

#### Controverses: EMI et religion
La phénoménologie des EMI est-elle la conséquence des dogmes religieux ou est-ce l’inverse ? Il y a débat scientifique.
Selon le psychiatre suisse Carl Gustav Jung ce sont des expériences de type EMI qui ont influencé la rédaction de textes religieux et les doctrines philosophiques. Jung reconnait sous l’inconscient personnel, une couche profonde de l’inconscient qu’il nomme « inconscient collectif », et qu’il considère comme un plan originaire objectif, antérieur au moi, qui en procède. Ce plan originaire se manifeste, selon lui, à certaines occasion sous la forme de visions, d’« images archétypiques ». Il analyse sous cet angle les scènes qui caractérisent les EMI : autoscopie, lumière blanche, voix, jardin paradisiaque… sont les éléments archétypiques qui appartiennent au monde de l’âme. Selon lui, ces visions constituent des expériences originelles, des structures innées, qui se retrouvent dans toutes les cultures et à toutes les époques, indépendamment de toute transmission qui forme les courants civilisationnels.
Pour d’autres, les EMI seraient plutôt une création du cerveau pour construire, à partir d'un ensemble de sensations, un récit cohérent avec les références culturelles du sujet. Ainsi dans l'aire d'influence chrétienne latine avec les récits dits de Voyages de l'âme, du VIIe au XIIIe siècle.
L’un des arguments en faveur de cette thèse est qu’il a été constaté que les expériences de mort imminente chez les enfants (qui n'ont, en général, pas eu le temps de développer une croyance particulière) sont plus limitées (exemple : un garçon qui n'a fait que parler avec son frère, ou une fillette ayant eu une conversation avec sa mère),.
Cependant, il n'y a pas plus d'EMI chez les croyants que chez les athées d'après les recherches du professeur Kenneth Ring.
On retrouve dans certains témoignages une certaine thématique du mouvement New Age, en particulier l'usage qui est fait de termes tel que « lumière », « amour », « énergie » et la notion de « voyage astral ».
Dans son ouvrage Le Livre tibétain de la vie et de la mort, Sogyal Rinpoché écrit que certains Occidentaux assimilent l'EMI aux descriptions du Bardo Thödol. Sogyal Rinpoché note que la question méritera une étude dépassant le cadre de son livre. Il aborde cependant la question en termes de similitudes et différences. Il note que l'expérience de sortie hors du corps de la NDE correspond à la description du Livre des Morts Tibétain. Il mentionne qu'au Tibet, les Tibétains sont familiers avec le phénomène de délok (dé lok, qui est revenu de la mort), une notion décrite par Françoise Pommaret dans son ouvrage Les Revenants de l'au-delà dans le monde tibétain. L’expérience des déloks correspond au Bardo Thödol et à une EMI.
Dans l'ouvrage Dormir, rêver, mourir : explorer la conscience avec le Dalaï-Lama, un débat est ouvert entre des scientifiques et le dalaï-lama, où ce dernier donne des arguments en faveur d'un état de rêve, et non d'une sortie hors du corps de l'esprit.
Pour Ajahn Brahm, les EMI démontrent une certaine indépendance entre la conscience et le corps (qu'il voit confirmée par l'expérience méditative de Dhyāna), sans qu'il soit pourtant possible d'affirmer que la conscience soit une entité transcendante ou immortelle (conformément à la doctrine d'anatman).

## Approches scientifiques
Plusieurs scientifiques ont remis en cause les définitions réductionnistes et les méthodologies des publications et travaux les plus connus (Raymond Moody, Pim van Lommel, Michale Sabom…) qui, repris par des films, séries, romans… contribuent à diffuser auprès du grand public des confusions et des idées fausses. Parmi les biais repérés figurent notamment :
- les problèmes de définition : les EMI ont souvent été liées à l’état de mort clinique par postulat sans fondement scientifique. Certains comme R. Moody ou M. Sabom ont aussi cherché à subordonner la définition des EMI à la présence de caractéristiques transcendantes ;
- les problèmes méthodologiques : l’EMI n’a presque jamais été reproduite expérimentalement et les études se fondent principalement sur la collecte de témoignages, parfois des années après les événements décrits, parfois aussi avec des embellissements narratifs manifestes.

Ces chercheurs ont notamment abouti à décorréler l’EMI de la mort clinique en montrant, par exemple, qu’une jeune recrue de la marine américaine avait vécu une EMI après avoir fait tomber une grenade dégoupillée… qui s’est heureusement révélée factice,. Ainsi, Renaud Évrard affirme que, en matière d’EMI, la réalité psychique prime sur la réalité physique : « l’EMI se produit lorsqu’un individu pense faire face à sa mort imminente, ce qui, de façon contingente, peut coïncider ou non avec un danger réel ». Ils sont aussi parvenus à montrer que des EMI pouvaient avoir lieu sans comporter de caractéristiques transcendantes,.
L’état des connaissances montre que les EMI sont un phénomène complexe et fréquent qui interroge sur le fonctionnement du corps et de l’esprit. Aussi, selon certains scientifiques, les EMI peuvent être expliquées, au moins partiellement, par des manifestations physiologiques et psychologiques.
MÉCANISME NEUROPHYSIOLOGIQUE SOUS-JACENTS :
Actuellement, les recherches en neurosciences, s’appuie sur les travaux du Dre Charlotte Martial (Coma Science Group)https://doi.org/10.3389/fpsyg.2018.01424 ou encore les travaux de Carton-Leclercq , ils ont mis en lumières certains mécanismes neurophysiologiques sous-jacents aux EMI :
1. Anoxie cérébrale : provient d’une diminution importante de l'oxygène et l'augmentation du taux de CO2. Une anoxie conduit à un arrêt des activités neuronales. Les modifications d’activité cérébrale engendrées par l’anoxie peuvent être séparées en quatre étapes : premièrement, fluctuation normale de l’activité neuronale ; deuxièmement, une période d’activité plus intense durant laquelle on peut observer à l’EEG des fluctuations rapides des fréquences ; troisièmement, une période de ralentissement des fluctuations de potentiel électrique et dernièrement, un EEG isoélectrique donc un état critique. En d’autres termes, il y aurait, selon ces travaux des événements en “cascade“ provoqués par l’anoxie cérébrale. Ce qui peut rejoindre notre hypothèse 4 : l’anoxie cérébrale peut provoquer des EMI.
2. La suractivation du lobe temporal : plus précisément la région temporo-pariétale qui est impliquée dans la mémoire, la perception sensorielle et les émotions. C’est cette région cérébrale qui est associée aux expériences de décorporation, qui sont un versant bien souvent identifié dans les EMI. i
3. Le rôle des neurotransmetteurs ou autres substances neurochimiques: qui surviennent en réponse biologique pour réguler la douleur et le stress. Celles-ci peuvent être à l'origine de sentiment de paix ou d'euphorie lié à un apaisement de l’organisme.
4. L'amygdale : qui pourrait être fortement activée en réponse à un stress important ou à un état de danger vital pour l'organisme. Le système limbique, qui régule les émotions, pourrait amplifier les émotions positives (comme le sentiment de paix ou de joie) et parfois négative (terreur, d’être en enfer) ou les sensations transcendantales lors d'EMI, fortement rapportées par les individus ayant vécu ce phénomène. Les chercheurs du Coma Science Group font l’hypothèse: dans des conditions aussi critiques, “la noradrénaline pourrait contribuer à la consolidation de la mémoire grâce à ses effets sur l’amygdale spécifiquement” (Charlotte Martial).
5. La stimulation du nerf vague : élément majeur du système nerveux parasympathique, qui peut être activé lors de stress extrême, par exemple lors d’une syncope. La neuroscientifique Charlotte Martial a fait une étude expérimentale en provoquant un état de syncope sur un groupe de 22 sujets, qui ont rapporté les mêmes dimensions prototypiques aux EMI (C. Martial, septembre 2024). Les chercheurs du Coma Science Group font l’hypothèse que l’hypoxie qui survient aussi pendant la syncope : “serait un des principaux éléments déclencheurs d’une expérience subjective qui ressemble à une EMI”. Leur hypothèse apporte un appui à notre hypothèse 8 selon laquelle : ”Les syncopes induisent davantage d’EMI”.

### Explications physiologiques
Plusieurs neuroscientifiques expliquent les expériences de mort imminente par une altération de la conscience, celle-ci étant due à la perturbation de la biochimie cérébrale se produisant durant le processus de mort ou pouvant résulter d'une réponse psychologique à la perception de la menace de mort. Le cerveau est supposé être en état végétatif pendant un arrêt cardiaque. Cependant la neurophysiologie au moment de l'arrêt cardiaque n'a pas été systématiquement étudiée chez les survivants d'un arrêt cardiaque, des indices laisseraient penser que ce n'est pas le cas au début de l'arrêt cardiaque, des poussées de l'activité électroencéphalographique (mesurée par l'index bispectral) ont été rapportées chez les humains subissant le don d'organes après décès cardiocirculatoire. Un modèle animal a été établi pour analyser l'état de conscience chez les mammifères lors des premières dizaines de secondes de la mort clinique. Les résultats expérimentaux permettent d'observer une augmentation généralisée et transitoire de l'activité cérébrale associée à une forte excitation cérébrale. Au début de la mort clinique, de nombreuses signatures électriques (mesurées par électroencéphalographie quantitative) déjà connues de la conscience dépassent les niveaux identifiés dans l’état de veille, ce qui suggère que le cerveau est capable d'une activité électrique organisée au cours de la phase précoce de mort clinique. Par ailleurs, on a montré que l'hypercapnie et l'hyperkaliémie sont des indicateurs pour la survenue des EMI lorsque ces taux atteignent un certain seuil. Les facteurs physiologiques qui peuvent être importants dans le déclenchement des EMI sont l'anoxie, la présence d'endorphines, de dopamine et de sérotonine. Ces facteurs peuvent induire une activité anormale du lobe temporal ou du système limbique. Le lobe temporal est probablement crucial dans les EMI de par sa sensibilité à l'anoxie dont les stimulations sont connues pour induire des hallucinations, des rétrospectives de la mémoire, et des expériences de sortie du corps,.
La privation d'oxygène, ou anoxie, est connue pour provoquer de nombreux symptômes de l'EMI. Ce processus fait intervenir les récepteurs NMDA. Ces récepteurs sont abondants au niveau des synapses du cortex des lobes temporaux et frontaux. Ces lobes sont impliqués dans des processus cognitifs tels que la pensée, la mémoire et la perception. Les récepteurs NMDA sont activés par le glutamate, un neurotransmetteur, mais si la libération de glutamate est trop élevée, comme lors d'une anoxie, elle peut entraîner la mort des neurones par un processus appelé « excitotoxicité ». Le cerveau possède des mécanismes de protection contre l'excitotoxicité due à l'anoxie. Afin d'inhiber l'excitotoxicité, un inhibiteur compétitif peut se fixer sur un site allostérie à proximité des récepteurs NMDA, l'encombrement stérique empêche physiquement l'accès du glutamate aux récepteur NMDA. Le blocage des récepteurs NMDA a pour effet secondaire de bloquer l'activité des neurones. Or, une diminution de l'activité des neurones du lobe temporal droit, plus particulièrement du gyrus angulaire, peut induire une expérience de sortie du corps (phénomène autoscopique). En effet, en 2002, Olaf Blanke, Stephanie Ortigue, Theodor Landis et Margitta Seeck, du département de neurologie de l'hôpital universitaire de Genève ont publié dans la revue Nature un article décrivant une expérience de décorporation provoquée par la stimulation électrique du gyrus angulaire chez une patiente épileptique.
D'après Olaf Blanke et Christina Mohr les phénomènes autoscopiques comprennent les expériences de sortie du corps (OBE : Out of Body Experience), les hallucinations autoscopique (dénommées aussi : autoscopie externe, deutéroscopie ou hallucination spéculaire), et l'héautoscopie.
- Les expériences de sortie du corps sont définies comme une impression de voir son environnement, et donc souvent son corps physique, à partir d'un point extérieur à celui qu'un sujet occupe concrètement[106]. Le point de vue extérieur le plus fréquemment cité est celui qui se situe au-dessus de son propre corps.

Notons au passage que, lorsque le phénomène d'expérience de sortie du corps a lieu pendant le sommeil, le corps dédoublé prend différentes dénominations suivant les auteurs : corps de rêve, défini par Frederik van Eeden, dont sa description ne peut être distinguée du double astral, mais qu'il considère comme un produit de son imagination, Moi corporel imaginaire définit par Frétigny et Virel, qui l'expliquent comme une expérience où le sujet projette deux corps imaginaires : un qui agit et un qui demeure immobile.
- Les hallucinations autoscopiques sont définies comme la vision de soi-même à partir de son corps physique réel. Il n'y a pas en fait de phénomène de dédoublement au sens strict. Catherine Lemaire se pose la question de savoir pourquoi la vision est décrite comme étant semi-transparente[108] dans les hallucinations autoscopiques alors qu'elle semble très concrète dans les expériences de sortie du corps. En tout état de cause, aux hallucinations autoscopiques semblent correspondre les phénomènes du doppelgänger et de la bilocation.
- L'héautoscopie est une expérience intermédiaire entre l'OBE et l'hallucination autoscopique où le sujet ne sait pas toujours s'il est décorporé, ou si son point de vue se situe depuis son corps ou depuis son double.

Selon Susan Blackmore, l'anoxie serait également impliquée au niveau du cortex visuel en induisant la désinhibition corticale et serait ainsi à l'origine de la vision du tunnel. Le cortex visuel est organisé avec de nombreuses cellules dédiées à la vision au centre du champ visuel, et peu à la périphérie. L'excitation aléatoire produit un effet de lumière brillante au centre du champ visuel et un fondu vers l'obscurité en périphérie, en d'autres termes, un effet tunnel.
Par ailleurs, certains ont fait un rapprochement avec les irruptions de sommeil paradoxal dans l'état de veille constatées dans certaines pathologies. Il s'agit d'une activation du cortex occipital, régulée par plusieurs structures du tronc cérébral comme le noyau pedonculopontin, le tegmentum latéral, le raphé dorsal, le locus cœruleus (mécanisme cholinergique qui contrebalancerait la réaction d'alerte noradrénergique impliquant le locus cœruleus)[réf. nécessaire].
Kevin Nelson a poursuivi ses recherches et établi le rôle du tronc cérébral dans le déclenchement des phénomènes visuels d'EMI.

### Explications psychologiques
Carl Gustav Jung, fondateur de la psychologie analytique, interprète les EMI à partir de sa théorie de l’inconscient collectif et de l’imagination vraie (qu’il oppose à l’imaginaire, au fictif). Selon lui, les scènes qui caractérisent les EMI : autoscopie, lumière blanche, voix, jardin paradisiaque… sont les éléments archétypiques qui appartiennent au monde de l’âme (l’inconscient objectif).
En 1976, le docteur en psychiatrie Russel Noyes Jr a émis l'hypothèse que les EMI consisteraient en une forme de dépersonnalisation, caractérisée par la perte du sens de la réalité et qui agirait comme défense contre une menace de mort.
En 2020, l'anthropologue français Pascal Le Maléfan affirme la causalité psychique des EMI, « car, écrit-il, il s’agit avant tout de la réaction d’une subjectivité à la rencontre de son possible anéantissement ou dissolution ».
Les EMI peuvent également être expliquées en termes de dissociation, de réactivation des mémoires de la naissance et de régression.[réf. nécessaire]
En 2020, le docteur en philosophie et chercheur français Bruno Traversi, de l’université de Paris, met au point une méthode dissociative, MIDAS (Méthode d’Induction de Dissociation Avancée Sensitive), à partir de la théorie du psychiatre Carl Gustav Jung[source secondaire souhaitée]. Traversi mène une expérimentation de deux cents séances suivant cette méthode qui met en évidence l’existence d’un niveau de conscience (EMC) où les sujets vivent une série d’évènements caractéristiques des EMI. Comme dans les EMI spontanées, chaque sujet ne vit pas nécessairement toutes les étapes, certaines montrant une plus grande récurrence, par exemple l’entrée dans une lumière blanche que les sujets décrivent comme plus intense et différente de la lumière terrestre. L’expérimentation conduit à l'hypothèse selon laquelle le vécu des EMI est une phénoménologie de la dissociation profonde qui atteint son paroxysme à l’approche de la mort. Ce chercheur ouvre ainsi, écrit R. Evrard, « l’accessibilité de ces vécus extrêmes à une forme de recherche scientifique contrôlée. »
En 2022, le psychologue clinicien et chercheur français Renaud Évrard plaide pour une approche par entretien micro-phénoménologique[source secondaire nécessaire] qui, principalement par la répétition et des questions en « comment » (plutôt qu’en « pourquoi ») centrées sur les dimensions sensorielles, permet de guider l’individu dans la fragmentation de son expérience en petits moments mis bout à bout, en se concentrant uniquement sur l’expérience elle-même et non sur son contexte de survenue. Cette méthode permettrait alors d’obtenir des témoignages plus fiables, précis et comparables entre eux.
Ce chercheur formule aussi un nouveau modèle de compréhension des EMI fondé sur la théorie des deux mémoires du philosophe français Henri Bergson et l’idée d’une disjonction temporaire de la conscience[source secondaire nécessaire]. Ainsi, lors d’une EMI, la conscience de l’individu serait séparée en deux consciences distinctes travaillant simultanément : l’une distanciant voire rassurant l’individu (revue de vie, visions, etc.) pendant un moment qui pourrait sinon donner lieu à un traumatisme sévère ; l’autre mobilisant toutes les ressources physiques de l’individu pour agir le plus rapidement et efficacement possible afin de survivre. Une fois la survie atteinte, les deux parties disjointes se rassembleraient pour rendre son unité à la conscience de l’individu.

#### Ouvrages scientifiques
- Renaud Évrard, La Mort, une expérience. Un psy face aux expériences de mort imminente, Nancy, Éditions de l'Université de Lorraine, 2022, 224 p. (ISBN 978-2-38451-001-6)
- Renaud Évrard, avec la collaboration de Ronald Beurms, Expériences de mort imminente, Éditions Albin Michel, 2024, 288 p. (ISBN 978-2-226-48952-4)
- Evelyn Elsaesser-Valarino, D'une vie à l'autre. Des scientifiques explorent le phénomène des expériences de mort imminente, Dervy, 1999
- Sylvie Déthiollaz (docteur en biologie moléculaire) et Claude Charles Fourrier (psychotérapeute), États modifiés de conscience. NDE, OBE et autres expériences aux frontières de l'esprit, Lausanne/Paris, Favre, 2011, 358 p. (ISBN 978-2-8289-1123-2).
- Thomas C. Durand (préf. Renaud Evrard), La vie après la mort ? : une approche rationnelle, Paris, Book-e-book, coll. « Chandelle dans les ténèbres » (no 41), 2016, 71 p. (ISBN 978-2-37246-024-8, lire en ligne)
- Arnaud Join-Lambert, Les Expériences de mort imminente, Namur, Éditions Fidélité, coll. « Que penser de… ? » (no 76), 2010, 120 p. (ISBN 978-2-87356-455-1, présentation en ligne).
- Hubert Knoblauch, « Les expériences du seuil de la mort en Allemagne : La fin d’un déni ? », Recherches sociologiques, vol. 32/2, La mort : perceptions et pratiques d'aujourd'hui,‎ 2001, p. 49-61.
- Docteur Jean-Pierre Jourdan, Deadline, dernière limite (préface du Docteur Raymond Moody, postface d'Évelyne-Sarah Mercier), Les 3 Orangers, 2007 et Pocket, 2010.
- Docteur Jean-Pierre Jourdan, Le grand secret, Expérience de mort imminente: sur la piste de notre conscience ultime, Éditions Michel Lafon, 2021.
- Pascal Le Maléfan, Dire et représenter sa mort pour protéger sa vie. À propos d'expériences de mort imminente et de mort subjective, dans La prévention des dépressions, sous la direction de Claude de Tichey, Paris, L'Harmattan, 2004 : 253-260.
- Pascal Le Maléfan, « La « sortie hors du corps » est-elle pensable par nos modèles cliniques et psychopathologiques ? Essai de clinique d'une marge. À propos d'un cas » L'Évolution psychiatrique, vol. 70, no 3, 2005 : 513-534.
- Pascal Le Maléfan, « Sortie du corps et clinique de la situation traumatique » Revue francophone du Stress et du Trauma 2010, 10, 2 : 71-77.
- Pim van Lommel, Mort ou pas ? Les dernières découvertes médicales sur les EMI, Paris, InterEditions, 2012  (ISBN 978-2729612276)
- Diane Chauvelot, 47 jours hors la vie, hors la mort : Le coma, un voyage dans l'inconscient, Paris, Albin Michel, 1998,  (ISBN 978-2226079824)
- Birk Engmann, Near-Death Experiences. Heavenly Insight or Human Illusion? Springer International Publishing, 2014  (ISBN 978-3-319-03727-1)
- Jean-Jacques Charbonier et Annie Babu, 4 regards sur la mort et ses tabous : soins palliatifs, euthanasie, suicides assistés et expériences de mort imminente, Paris, Guy Trédaniel éditeur, 9 février 2015, 431 p. (ISBN 978-2-8132-0772-2)
- Dr François Lallier, Le mystère des expériences de mort imminente; Leduc pratique, 2018
- Dr François Lallier, Expériences de mort imminente; préface du Dr Jean-Jacques Charbonier; Leduc pratique, 2020
- Stéphane Charpier, « Les expériences de mort imminente. Un horizon indépassable », dans La Science de la résurrection. Ils ont repoussé les frontières de la mort, Flammarion, 2020 (lire en ligne), p. 245-274

#### Thèses
- Delporte-Fontaine, Olivier, L’Expérience de « mort imminente » : Une phénoménologie du réel, Thèse de doctorat en philosophie, université de Tours, 2023.
- Dr Mathieu Delvaux, Expériences de Mort Imminente, difficultés d'intégration et rôle du milieu médical, Thèse de doctorat en médecine sous la direction du Dr Jean-Pierre Jourdan, 2018, UFR des Sciences de Santé de DIJON- Circonscription Médecine. [présentation en ligne]
- Dr Steven Spresser, La mort dans l'âme : approche en phénoménologie expérientielle des expériences de mort imminente, Thèse de doctorat en médecine sous la direction du Dr Jean Vion-Dury, 2018, Faculté de Médecine de Marseille.

#### Colloques
- L'Expérience de Mort Imminente : Premières rencontres internationales, Actes du Colloque, Martigues - 17 juin 2006, S17 Production, 2007  (ISBN 978-2952894005)
- 2es rencontres internationales sur les Expériences de Mort Imminente, Actes du Colloque, Marseille - 9 et 10 mars 2013, S17 Production, 2013  (ISBN 978-2952894043)

#### Essais
- Nicole Dron, 45 secondes d'éternité : mes souvenirs de l'au-delà, Kymzo, 2009  (ISBN 9782952611732) [présentation en ligne]
- Nicole Dron, Comment as-tu aimé ? Qu'as-tu fait pour les autres ? Ma vie suite à une EMI, Editions Exergue, 2023
- Nicole Le Blond, L'expérience de mort imminente: une extase mystique, JMG Editions, 2018.
- Norbert Vogel, Quand l'homme s'éveillera Par Norbert Vogel, Manuela Dumay 2004 : Norbert Vogel, philosophe et thérapeute raconte à quoi peut servir la vie pour l'après à Manuela Dumay, une femme de lettres. Et nous fait partager sa propre EMI.
- Philippe Labro, La Traversée : livre où Philippe Labro raconte son EMI.
- Docteur Raymond Moody, La Vie après la vie (1975), J'ai lu
- Patrice Van Eersel, La Source noire, [Grasset et Le livre de Poche] et Réapprivoiser la mort, [Albin Michel]
- François Brune, Les morts nous parlent, France Loisirs, 1994 et 2007 ; Livre de Poche
- Elisabeth Kübler-Ross, Mémoires de vie, Mémoires d'Eternité, Pocket ;
- Docteur Melvin Morse, La Divine Connexion, Le Jardin des Livres.
- Docteur Melvin Morse, Des enfants dans la lumière de l'au-delà, Deux scientifiques recueillent des témoignages d'enfants qui ont frôlé la mort : Robert Laffont (6 février 1992)
- Joel Schumacher, L'Expérience interdite, 1991 ; Film comprenant de nombreuses incohérences médicales, où les héros provoquent ces sensations en se mettant artificiellement en situation d'arrêt cardiaque.
- Daniel Maurer Les Expériences de mort imminente, éditions du Rocher 2005, L'autre réalité, au-delà du perceptible, éditions Oxus 2007, La vie à corps perdu, éditions Les 3 Monts 2001.
- Danielle Vermeulen, NDE et expériences mystiques d'hier et d'aujourd'hui, présentation du parcours de Danielle Vermeulen qui a consacré sa thèse d'anthropologie sociale et de sociologie comparée, ainsi que plus de 20 années de recherches (conférences, témoignages, rencontres…) à l'étude des expériences de mort imminente et de leur application sociale.
- Docteur Jean-Jacques Charbonier, La médecine face à l'au-delà, éditions Guy Trédaniel 2010.
- Docteur Jean-Jacques Charbonier (médecin anesthésiste réanimateur), Les preuves scientifiques d'une vie après la vie, éditions Exergue 2008.
- Docteur Jean-Jacques Charbonier, Les 7 bonnes raisons de croire à l'au-delà, éditions Guy Trédaniel 2012.
- Alexandra Arcé, Expérience de mort imminente : l'approche jungienne, éditions Jmg - Le Temps présent, 2019
- Jean-Claude Hanus, D'un corps à l'autre : apparitions, bilocations, EMI, résurrection ; le corps spirituel mis en lumière, éditions Grégoriennes, 2023

#### Romans
- Peter James, Mort imminente, 1991 : un anesthésiste déclenche une EMI chez ses patients grâce à des comprimés de GW 2937 qui provoquent le « status epilepticus ».
- Bernard Werber, Les Thanatonautes, 1994 : des scientifiques tentent de découvrir ce qui se cache au-delà de la mort par le biais de nombreuses EMI provoquées artificiellement.
- Connie Willis, Passage, 2001 ; des scientifiques étudient les EMI dans un hôpital américain.
- Marie-Aude Murail, Les Expérienceurs, 2003 : roman policier/d'amour pour jeunesse, où un médecin teste les EMI sur ses patients, tandis que le célibataire cherche le corps de sa femme morte dix mois auparavant, avant de finalement aller la chercher et la faire sortie de l'EMI où elle a été pendant dix mois.
- Jean-Christophe Grangé, Le Serment des limbes, 2007 : roman policier sur le sujet des EMI négatives, où le vécu satanique remplace le vécu divin dans les limbes, et où certains adeptes du satanisme utilisent l'iboga pour provoquer une EMI négative.
- Arnaldur Indriðason, Hypothermie, 2007 : roman policier qui raconte deux expériences de mort imminente provoquées par la mise en hypothermie du sujet, avant de le réanimer une minute plus tard.
- Jean-Jacques Charbonier, La Mort décodée, 2007 : roman où se mélangent mort imminente et médiumnité.
- Giacommetti et Ravenne, Lux tenebrae, 2010 : dernier opus des enquêtes du commissaire Marcas, qui éprouve une EMI qu'il rapproche de son initiation maçonnique.
- Agnès Olive, Pour l'Amour du Ciel : la métamorphose d'un femme ayant vécu une EMI. MeM, 2014
- Marc Welinski, Sortie de Piste, 2016, préfacé par le Docteur Jean-Jacques Charbonier : un chef d'entreprise sceptique et dépressif raconte avec humour son EMI et cherche des explications auprès d'une galerie de personnages: médecins, rabbins, chamans, philosophes, etc.
- Blaise Grenier, 42 l'enquête ultime, 2014 : explication du sens ultime de l'existence au moment de l'EMI. L'auteur prouve à partir d'un diagramme que le néant n'existe pas.

### Films
- Thanatos, l'ultime passage, film documentaire réalisé par Pierre Barnérias, 2019
- Le grand retour, film documentaire réalisé par Eric ROBIN et Cyril BESNARD, 2009 [voir en ligne]
- Apparitions, réalisé par Tom Shadyac avec Kevin Costner, 2002
- Retour de l'au-delà (From the dead of night), de Paul Wendkos avec Lindsay Wagner (téléfilm)
- L'Expérience interdite, de Joel Schumacher avec Kiefer Sutherland, Kevin Bacon, William Baldwin et Julia Roberts, 1990
- Souvenirs de l'au-delà, de Brett Leonard avec Jeff Goldblum, 1995
- La Voix des morts : La Lumière (ou Interférences 2), de Patrick Lussier avec Nathan Fillion et Katee Sackhoff, 2007
- L'Échelle de Jacob de Adrian Lyne, 1990
- Enter the Void de Gaspar Noé, 2010
- Faux Départ, film documentaire de Sonia Barkallah, 2010
- NDE, le saut dans l'inconnu, film documentaire de Marc-Laurent Turpin, 2010
- Au-delà de Clint Eastwood, 2010
- Afterlife, La Vie après la Vie[120] de Paul Perry, 2011
- La Nuit d'en face de Raoul Ruiz, 2012
- Et si le ciel existait ? de Randall Wallace, 2014
- L'Expérience interdite : Flatliners de Niels Arden Oplev, 2017

### Séries
- Grey's Anatomy série créée par Shonda Rhimes : saison 3, épisode 17 (Entre deux mondes), 2007 sur ABC
- The OA, série créée par Brit Marling et Zal Batmanglij, 2016 sur Netflix

### Musique
- L'album conceptuel Near Death Experience, du projet musical expérimental Spektr, s'attache à retracer les différentes étapes d'une EMI du point de vue de la personne qui en fait l'expérience.

#### Bases de données et dictionnaires
- Notice dans un dictionnaire ou une encyclopédie généraliste :   - Britannica
- Notices d'autorité :   - LCCN
  - GND
  - Japon
  - Israël
  - Tchéquie
  - Lettonie